# صوص التفاح
صوص التفاح أو صلصة التفاح (بالإنجليزية: Apple sauce)‏ عبارة عن صلصة تصنع من فاكهة التفاح (بقشر أو بدون قشر) ومجموعة من البهارات (عادة القرفة). ويتم إضافة السكر أو العسل للتحلية. تعتبر صلصة التفاح غذاء رخيص ومتوفر وصحي أيضاً.

## طريقة التحضير

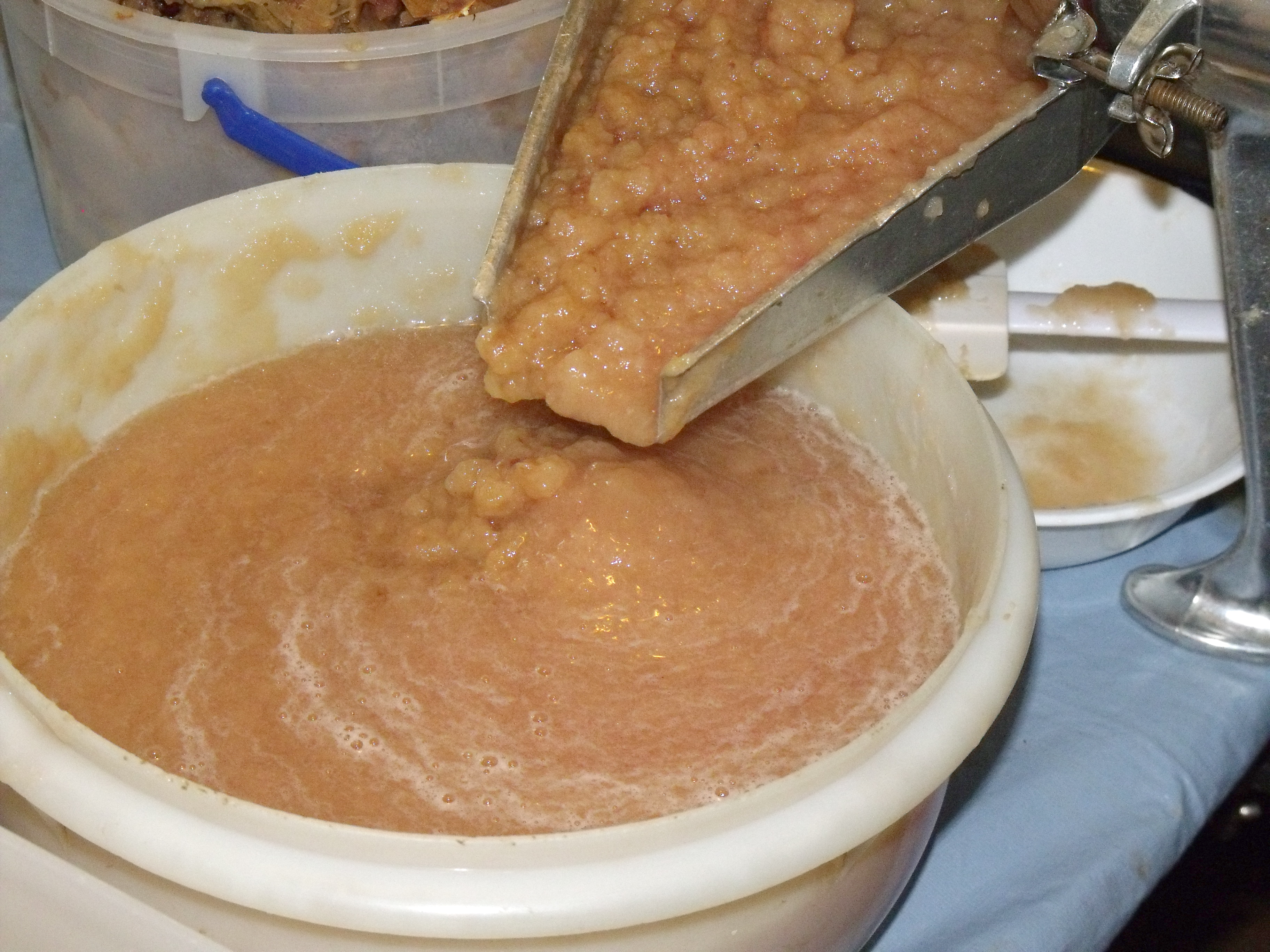
صلصة التفاح محلي الصنع في طور التحضير

صنع صلصة التفاح يتم بواسطة سحق التفاح وفرمه ثم طبخه بالماء أو عصير التفاح (عصير التفاح الطازج) حتى يذوب ويصبح ليناً متماسكاً كالمربى. ومن الممكن إضافة القليل من خل التفاح لجعله أكثر حمضية، حسب الرغبة، من الممكن أن يكون بقشر التفاح أو بدونه، ويمكن إضافة السكر أو التوابل وعصير الليمون، في النهاية تكون صلصة التفاح تشبه الزبدة.

## طرق الاستعمال
- في السويد وإنجلترا، عادةً ما يتم تناول صلصة التفاح باعتبارها بهار لحم الخنزير المشوي.
- في ألمانيا، صلصة التفاح تقدم مع فطائر البطاطا.
- في هولندا، يتناوله الأطفال في كثير من الأحيان مع أعواد البطاطا؛[3] يسمونه "patat met appelmoes" ويعتبر هو الطبق التقليدي في حفلات أعياد الميلاد للأطفال.[4]
- في الولايات المتحدة وفرنسا يتم تقديمه بعض الأحيان كحلوى حيث يوضع في الشطيرة، في فرنسا، يشار إليها باسم «كومبوت (compote)».
- في الخليج العربي تصنع به فطائر وتحشى بالصلصلة ويطلق عليها اسم فطيرة التفاح الإصدارات التجارية من صلصة التفاح متوفرة في محلات السوبر ماركت. ويمكن تعبئتها في عبوات زجاجية أو علب أو في عبوات بلاستيكية.

## في الطب
بما أن قيمة البكتين في التفاح عالية فهو علاج سهل الصنع لمكافحة الإسهال.